# Petur Alberg
Petur Alberg (født 15. december 1885 i Tórshavn, død 1940) var en færøsk violinist, komponist og tekstforfatter.
Alberg var med til at stifte Havnar Ungmannafelag, og han sørgede for at nedskrive mange af de historier, som Mads Andrias Winther fortalte her. Mange forskellige personer stod for at skrive det håndskrevne medlemsblad Baldursbrá, men Alberg etablerede sig snart som den mest afholdte. 
Han lærte sig at spille violin af musiklærer Georg "Bakar" Hansen i Tórshavn omkring 1900, og det var ham, der opdagede Albergs musikalske begavelse. Han satte melodi til flere digte af Hans Andrias Djurhuus. På Færøerne huskes Alberg alligevel bedst for landets nationalsang «Tú alfagra land mítt» («Mitt fagre land»), hvor han satte melodi til Símun av Skarðis tekst. Han komponerede også melodien til «Tjaldur, ver vælkomið», og er ophavsmand til 18 sange i Songbók Føroya fólks.